# Eleccions regionals de Friül-Venècia Júlia de 1998
Les eleccions per a renova el consell regional del Friül – Venècia Júlia se celebraren el 14 de juny de 1998.
| ← Eleccions regionals de Friül-Venècia Júlia, 1998 →          |         |        |        |
| Partits                                                       | vots    | (%)    | escons |
| Forza Italia – Centre Cristià Democràtic - Altres (FI-CCD-FC) | 136.013 | 20,6%  | 14     |
| Lliga Nord (LN)                                               | 114.156 | 17,4%  | 12     |
| Demòcrates d'Esquerres (DS)                                   | 100.783 | 15,3%  | 10     |
| Alleanza Nazionale (AN)                                       | 87.752  | 13,3%  | 9      |
| Centro Popular Reformador (CPR)                               | 72.387  | 11,0%  | 7      |
| Rifondazione Comunista (PRC)                                  | 44.485  | 6,7%   | 4      |
| Federació dels Verds (VERDI)                                  | 32.392  | 4,9%   | 3      |
| Unió Friül (UF)                                               | 24.030  | 3,6%   | 1      |
| Partit Autonomista Friül-Venècia Júlia (PAFVG)                | 18.915  | 2,8%   | -      |
| Lliga Autonomista Friül (LAF)                                 | 10.677  | 1,6%   | -      |
| Front Julià (FG)                                              | 6.719   | 1,0%   | -      |
| S.O.S. Italia                                                 | 5.211   | 0,7%   | -      |
| Fiamma Tricolore                                              | 3.977   | 0,6%   | -      |
| Total                                                         | 657.947 | 100,00 | 60     |